# 28621 Marcfries
28621 Marcfries è un asteroide della fascia principale. Scoperto nel 2000, presenta un'orbita caratterizzata da un semiasse maggiore pari a 2,245451 UA e da un'eccentricità di 0,012841, inclinata di 3,261176° rispetto all'eclittica. Ha un diametro di 3,178 km.